# Eugenio Montejo
Eugenio Montejo (Caracas, 19 ottobre 1938 – Valencia, 5 giugno 2008) è stato un poeta e saggista venezuelano.

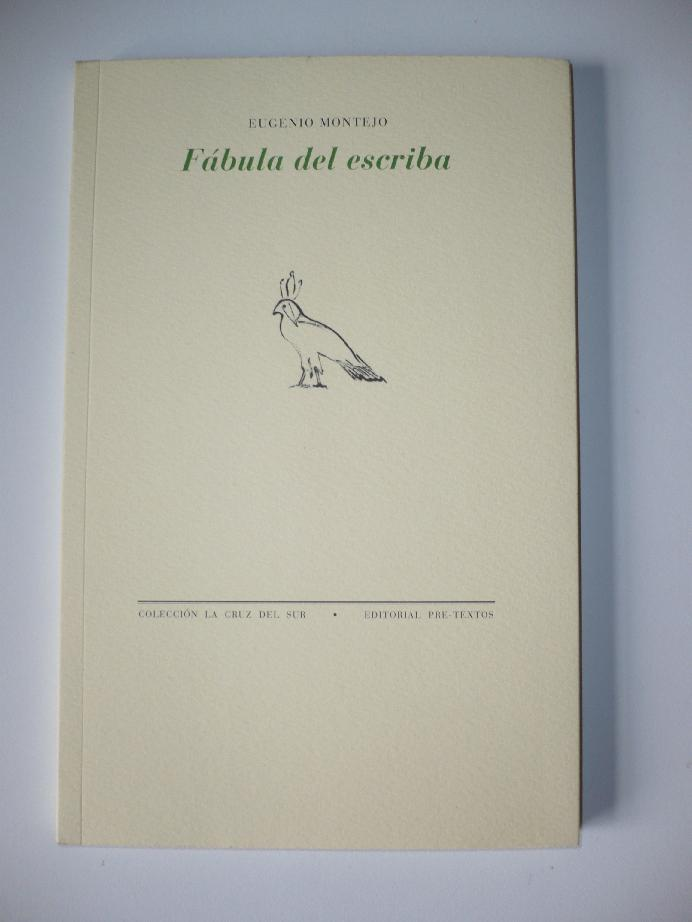
Fabula del escriba di Eugenio Montejo

È stato fondatore della rivista Azar Rey e cofondatore della Rivista Poesía dell'Università di Carabobo. È stato ricercatore nel Centro di Studi Latinoamericani "Romulo Gallegos" di Caracas, e collaboratore di un gran numero di riviste nazionali e straniere. Nel 1998 ricevette il Premio Nazionale di Letteratura e nel 2004 il Premio Internazionale Octavio Paz di Poesia e Saggistica. Una delle sue poesie è citata nel film 21 grammi del regista messicano Alejandro González Iñárritu.
Eugenio Montejo fu un diplomatico e lavorò all'ambasciata del Venezuela in Portogallo in diverse occasioni.

## Poesie per bambini
Pubblicò poesie per bambini con lo pseudonimo di Eduardo Polo. Tra queste opere spicca Chamario, del 2003, di cui erano state anticipate alcune poesie in altri libri (come l'antologia Poemas con sol y son, del 2001), ma nella sua forma definitiva è un libro inscindibile dalle illustrazioni di Arnal Ballester. La sua poesia per bambini (chamos, da cui il titolo del libro) si caratterizza per la rottura dalle convenzioni, come per esempio la rima, che rispetta e distrugge al tempo stesso: "Un niño tonto y retonto / sobre un gran árbol se montó. / Con su pelo largo y rubio / hasta la copa se subió"; la sperimentazione linguistica con finalità ludiche: "La bici sigue la cleta / por una ave siempre nida / y una trom suena su peta... / ¡Qué canción tan perseguida!"; in generale, la presenza di elementi assurdi, quando il lettore meno se li aspetta. Sulla sua opera, per esempio, è stato scritto: "I suoi poemi musicali, intelligentemente umoristici, al punto da parere semplici ma la cui composizione rivela talento poetico e una grande padronanza di linguaggio".

## Opere poetiche
- Elegos (1967)
- Muerte y memoria (1972)
- Algunas palabras (1977)
- Terredad (1978)
- Trópico absoluto (1982)
- Alfabeto del mundo (1986)
- Adiós al Siglo XX (1992)
- Chamario (2003, per bambini)

## Saggi
- La ventana oblicua (1974)
- El taller blanco (1983)
- El cuaderno de Blas Coll (1981)